# Сажин Віктор Сергійович
Ві́ктор Сергі́йович Сажин (15 квітня 1917, Юрюзань — 1 жовтня 1985, Київ) — радянський хімік-технолог, член-кореспондент АН УРСР (з 1978 року).

## Біографія
Народився 15 квітня 1917 року в місті Юрюзані (тепер Челябінської області Росії). Член ВКП(б) з 1950 року. У 1951 році закінчив Казахський гірничо-металургійний інститут. До 1961 року працював у цьому інституті. З 1961 до 1976 року — в Інституті загальної та неорганічної хімії АН УРСР.
Нагороджений орденом «Знак Пошани», медалями.
Помер в Києві 1 жовтня 1985 року. Похований в Києві на Міському кладовищі «Берківцях» (ділянка № 80). Наказом Управління охорони пам'яток історії, культури та історичного середовища № 53 від 4 листопада 1998 року могила є об'єктом культурної спадщини Подільського району в місті Києві.

## Наукова діяльність
Основні наукові дослідження присвячені розробці теоретичних основ і технології комплексного використання мінеральної сировини, зокрема, йому належать фізико-хімічні обґрунтування і розробка технологій переробки на глинозем та інші неорганічні речовини низькоякісних алюмінієвих руд автоклавними лужними й кислотними методами, а також переробка сірковмісних відходів хімічного виробництва.